# МАЗ-1500
МАЗ-1500 — советский спортивный автомобиль, созданный на Минском автомобильном заводе в конце 1950-х годов.

## История создания
1950-е годы отметились в истории СССР как время набора популярности автомобильного спорта. В 1957 году Министерство автомобильной промышленности Белорусской ССР предложило создать команду на трёх гоночных автомобилях в классе 1600 см3. В ответ на это предложение энтузиасты Минского автомобильного завода (МАЗ) решили спроектировать спортивный легковой автомобиль. При проведении работ инженеры в части дизайна ориентировались на появившийся в то же время спортивный автомобиль Mercedes-Benz 300SLR. В качестве источника многих узлов рассматривался автомобиль «Москвич-407». После одобрения начальства в 1957 году начались работы по созданию машины. Кузовные панели решили выполнить из стеклопластика. Их дизайн спроектировал сотрудник бюро художественного конструирования Ф. Ревзин. 
Оптимальную форму кузова сперва изобразили в карандашных эскизах и набросках на бумаге, а потом перенесли на гипсовый макет в натуральную величину. После пересчёта и перепроверки габаритных размеров и пропорций прошла завершающая стадия доводки. Готовый макет предоставили специалистам Научно-исследовательского автомобильного и автомоторного института (НАМИ). По нему были сделаны шаблоны, использованные для изготовления кузовов с панелями (заказ на изготовление также разместили в НАМИ).
В период с 1957 по 1959 год в экспериментальном цехе МАЗ были изготовлены два образца автомобиля, получившего обозначение МАЗ-1500. Он полностью соответствовал требованиям Международной автомобильной федерации (FIA).

## Конструкция

### Шасси
Подвеска всех колёс — независимая, создана с использованием элементов от серийной машины «Москвич-407». Для снижения неподрессоренных масс тормозные барабаны (как спереди, так и сзади) вынесли из колёс на раму. Передние тормоза расположили перед двигателем, а задние — на картере ведущего моста, который жёстко прикреплялся к раме. Привод тормозов — гидравлический, причём для передних и задних тормозов привод выполнен раздельным. Тормозной момент передавался на управляемые колеса через качающиеся полуоси. На машине применили тормоза уравновешенного типа; они предусматривали наличие цилиндра одностороннего действия у каждой колодки. На наружной поверхности барабанов имелись специальные ребра, выполнявшие роль радиаторов при отводе тепла из зоны нагрева. Кроме того, перед тормозами нашлось место для масляного и водяного радиаторов. Чтобы обеспечить оптимальную развесовку по осям, топливный бак установили за пассажирской зоной над ведущим мостом. Каждое из колёс крепилось одной большой центральной гайкой.
От автомобиля «Москвич-407» были взяты и другие узлы. Сюда относятся такие элементы конструкции, как коробка передач, дифференциал, главная передача. Коробку передач не модернизировали, но в механизме переключения применили новые тяги и укороченный валик, который был расположен не на полу, а рядом с рулевой колонкой. Карданный вал длиной 540 мм проложили посередине между сиденьями.
Жёсткость независимой подвески была изменена. Спереди она была связана с поперечными рычагами, с одним из концов которых через шлицы соединялись торсионы, выполнявшие роль упругих элементов. Другой конец торсионов входил в кронштейн (в этом месте была предусмотрена возможность механической регулировки). Для сведения к минимуму кренов при скоростном прохождении поворотов был применён стабилизатор поперечной устойчивости. Задняя ось типа De-Dion имела подвеску колёс на поперечных рычагах. Через серьги и рычаги ведущие колеса также были связаны с торсионами. Задние амортизаторы, также взятые от «Москвича-407», разместили в конструкции под наклоном.
Рулевой механизм не стали брать в чистом виде от автомобиля «Москвич-407», а усовершенствовали его под спортивный автомобиль. К примеру, рулевую колонку разрезали и вставили в неё два промежуточных карданных звена. Это позволило установить картер рулевого механизма таким образом, чтобы сошка перемещалась в горизонтальной плоскости. Геометрия рулевой трапеции МАЗ-1500 напоминала геометрию аналогичного узла ГАЗ-М-20 «Победа». Наличие рычага маятникового типа и качающихся боковых тяг препятствовало вилянию колёс и вибрациям на рулевом колесе при колебаниях подвески. Благодаря этому, необходимая мускульная сила водителя для управления на большой скорости была минимизирована, а поведение автомобиля становилось более предсказуемым и безопасным. К гоночному сезону 1961 года конструкция была улучшена. Например, установили рулевой механизм реечного типа, дисковые тормоза; более совершенным стало крепление колёс.

### Двигатель
На МАЗ-1500 установили доработанный рядный двигатель от автомобиля «Москвич-407». На нём применили свечи зажигания с калильным числом 260–280; степень сжатия увеличили до 8,5:1. Помимо этого, двигатель имел четыре мотоциклетных карбюратора типа К-28Б Ленинградского карбюраторно-арматурного завода (ЛенКарЗ) и новую выпускную систему. Клапанный механизм — OHV. Впускной и выпускной коллекторы снабдили отдельными патрубками для каждого цилиндра (на небольшом удалении от двигателя они сведены в общую трубу). Для такого двигателя требовался бензин АИ-93 или бензобензольная смесь. Поскольку радиатор водяного охлаждения расположили ниже двигателя, для воды потребовался дополнительный бачок. Масляный радиатор заимствован из конструкции автомобиля ГАЗ-69. Коробка переключения передач механическая, трёхступенчатая, с удлинителем.
Двигатель установили в передней части. При этом радиатор, топливный бак и запасное колесо разместили вне колесной базы, а сиденья пилота и штурмана передвинули ближе к задней оси.

### Кузов
В итоге получился автомобиль с необычной компоновкой агрегатов на трубчатой пространственной раме. Её выполнили из стальных труб диаметром 18 и 25 мм, что позволило не превысить массу рамы в 60 кг. К тому же кузовные панели выполнили из стеклопластика, точнее состоящими из нескольких слоев стеклоткани. В качестве связующего состава применили клей БФ-2, который был доступен простому советскому человеку и продавался в обычных магазинах.
Снаряжённая (полная, без водителя) масса составила 730 кг.
Открытый двухместный кузов имел оригинальную конструкцию. Его проектировали, добиваясь минимизации сопротивления воздуха, а также сокращения площади наружных поверхностей. Днище выполнили из листового алюминия практически ровным, минимизируя нежелательные завихрения воздуха. Световые приборы накрыли обтекаемыми колпаками из лёгкого и прочного оргстекла, как на немецких и итальянских гоночных автомобилях тех лет. Двери сделали опускающимися вниз (примерно такое же решение европейские и японские фирмы позже применяли при проектировании короткобазных родстеров).
Запасное колесо размещалось в углублении на крышке багажника.
Автомобиль запомнился своими решениями. Например, капот, наклонённый вперёд под углом (это позволяло в гоночном режиме получать стабильную прижимную силу на колёса передней оси). Для выхода набегающего потока воздуха из подкапотного пространства были выполнены боковые прорези. Ещё одно интересное решение — воздухозаборники позади дверей. Отсюда воздух по трубам отводился для охлаждения первично установленных барабанных тормозных механизмов.

## Технические данные
Основные параметры:
- длина — 4000 мм;
- ширина — 1550 мм;
- высота — 1050 мм;
- дорожный просвет — 130 мм;
- колёсная база — 2250 мм;
- колея — 1220 мм;
- снаряжённая масса — 730 кг;
- распределение массы (передняя / задняя оси) — 48 % / 52 %;
- количество цилиндров — 4;
- объём — 1358 см3;
- мощность (при 5000 об/мин) — 60 л.с.;
- степень сжатия — 8,5;
- диаметр цилиндра — 76 мм;
- ход поршня — 75 мм;
- передаточное число главной передачи — 4,0;
- максимальная скорость — 165 км/ч;
- объём топливного бака — 80 л;
- площадь тормозных накладок — 1536 см2;
- размер шин — 5.00 16”.

## Эксплуатация
Оба гоночных МАЗ-1500 приняли участие в соревнованиях 1961 и 1962 годов. Машину лимонного цвета, получившую номер 77, пилотировал гонщик Владимир Майборода, который лично руководил проектом по созданию МАЗ-1500. Красный автомобиль, под номером 78, достался для соревнований гонщику Юрию Колобову. Он участвовал в чемпионате СССР 1961 года по шоссейно-кольцевым автогонкам (был на соревнованиях первого этапа «Неманское кольцо» в Белоруссии).
Также этими машинами управляли Е. Кулешов, Г. Фрид и Ю. Чвиров. Лучший результат, которого удалось достичь с МАЗ-1500 на этапах чемпионата СССР — пятое место.
После того, как в 1963 году все подобные автомобили свели в один класс (то есть отдельный класс машин с двигателями от автомобилей «Москвич» был упразднён), МАЗ-1500 на гонки больше не заявляли. Кроме того, поддержки начальства данный проект не получил. Известно, что один из МАЗ-1500 передали в ДОСААФ БССР, где его закрепили за Э. Буксовым. Дальнейшая судьба этих машин доподлинно не известна; считается, что ни одна из них не сохранилась.